# Kardinal
Kardinal (latinsko cardinalis) je visoki cerkveni dostojanstvenik znotraj Rimokatoliške cerkve. Kardinali so kleriki (nadškofi, škofi), ki jih na to mesto imenuje papež po lastni presoji in izbiri. Praviloma so kardinali tisti, ki vodijo zadeve Svetega sedeža in Rimskokatoliške cerkve. Vsi kardinali skupaj sestavljajo Kardinalski zbor.
Pod izrazom psevdokardinal poznamo tiste kardinale v zgodovini, ki jim je kardinalski naslov podelil protipapež.
Trenutno (24. julija 2025) je 249 kardinalov, od tega jih ima 130 pravico voliti papeža. 

## Zgodovina
Kardinalski zbor se je razvil iz kroga duhovnikov rimskega škofa oz. papeža; slednjega so sestavljali duhovniki, ki so pomagali papežu pri vodenju same škofije, pozneje pa celotne Cerkve. Ti duhovniki pa so bili tudi župniki oz. duhovni oskrbniki rimskih cerkva. Skozi stoletja pa se je prezbiterij razvil v kardinalski zbor, ki pomaga papežu pri vodenju celotne Cerkve, hkrati pa je ohranil nekatere značilnosti prezbiterija.
Kardinalski zbor je bil oblikovan leta 1150 in je vseboval tudi kardinala dekana, ki je škof Ostije, in kamerlenga, ki po smrti papeža prevzame upravljanje zaadev Svetega sedeža.
Število kardinalov v obdobju med 13. in 15. stoletjem navadno ni preseglo števila 30. S konstitucijo Postquam versus je papež Sikst V. leta 1586 število kardinalov določil pri 70 (6 kardinalov škofov, 50 kardinalov duhovnikov in 14 kardinalov diakonov).
Papež Janez XIII. je v tajnem konsistoriju 15. decembra 1958 odstopil od omejitve Siksta V. Z motu prorpio Cum gravissima je leta 1962 določil, da morajo biti vsi kardinali posvečeni za škofa.
Papež Pavel VI. je z motu proprio Ingravescentem aetatem leta 1970 določil, da ko kardinali dosežejo starost 80 let prenehajo biti člani dikasterijev Rimske kurije in drugih teles Svetega sedeža in Države mesta Vatikan ter ne morejo več voliti papeža in sodelovati v konklavu.
V tajnem konsistoriju 5. novembra 1973 je papež Pavel VI. določil najvišje število kardinalov, ki imajo pravici voliti novega papeža, na 120. Papež Janez Pavel II. je z apostolsko konstitucijo Universi Dominici gregis leta 1996 to pravilo potrdil. Papež Frančišek je pravilo konkuldentno razveljavil z imenovanjem višjega števila kardinalov elektorjev, ki jih je bilo v konklavu leta 2025 133.

## Imenovanje
Imenovanje novih kardinalov je izključna pravica papeža, ki je pri imenovanju popolnoma svoboden; prav tako lahko imenuje neomejeno število kardinalov.  Samo imenovanje lahko poteka v sklopu konzistorija (oziroma izven slednjega), pri čemer je lahko kardinal javno razglašen (s čimer dobi vse pravice in dolžnosti), lahko pa imenovan brez oznanitve imena (in pectore; slednji ne pridobi pravice in dolžnosti, ampak dobi precedenco).

## Naloge
Najpomembnejša pravica kardinalov je pravica do volitve novega papeža na konklavah ob t. i. sedisvakanci tj. izpraznitvi apostolskega sedeža zaradi smrti ali odstopa prejšnjega papeža. To pravico je kardinalom podelil papež Aleksander III. leta 1179.
Druga naloga kardinalov pa je pomoč papežu, pri čemer delujejo kot celota (v rednih in izrednih konzistorijih) oz. posamično.
Tretja naloga kardinalov pa je skrb za Cerkev, ko je izpraznjen papeški prestol.
Kardinali morajo ob dopolnjenem 75. letu starosti papežu ponuditi odstop z vseh funkcij, ki jih opravljajo v Rimski kuriji ali za Državo mesta Vatikan. 

## Kardinalski redovi
Kanon 350 Zakonika cerkvenega prava (ZCP) deli kardinalski zbor na tri redove, ki so v hierarhičnem razmerju: 
- škofovski (episkopalni) red, ki ga sestavljajo:
  - kardinali, ki jim papež dodeli naslov okoliške (suburbikarne) škofije,
  - vzhodni patriarhi, ki so imenovani v kardinalski zbor,
  - kardinali latinske cerkve, ki jih v red imenuje papež (to ni izrecno določeno v ZCP);
- duhovniški (prezbiterijskii) red;
- diakonski red.[7][8]

Kardinalom duhovnikom in kardinalom diakonom papež dodeli naslov ali diakonijo v Rimu, vzhodni patriarhi pa imajo naslov svojega patriarhalnega sedeža.  

### Kardinal škof
Škofovski red predstavlja najvišji kardinalski red. Red kot redni člani sestavljajo škofje šestih suburbikarnih škofij (kardinali škofi), poleg njih pa še vzhodni patriarhi, ki so imenovani za kardinale (kardinali patriarhi), in pet kardinalov latinske cerkve, ki jih je v red imenoval papež Frančišek (kardinalu Tagleju je papež Leon XIV. naknadno leta 2025 podelil v naslov svojo nekdanjo suburbikarno škofijo Albano).
Kardinal škof je kardinal, ki mu papež podeli v naslov eno izmed sedmih okoliških (suburbikarnih) rimskih škofij:
- Škofija Ostija (ta škofija se v naslov poleg že podeljene suburbikarne škofije podeli dekanu kardinalskega zbora)
- Škofija Albano
- Škofija Frascati
- Škofija Palestrina
- Škofija Porto-Santa Rufina
- Škofija Sabina-Poggio Mirteto
- Škofija Velletri-Segni

Trenutni kardinali škofi katoliške cerkve so:
1. kardinal Giovanni Battista Re, dekan kardinalskega zbora, kardinal škof škofij Ostija in Sabina–Poggio Mirteto,
2. kardinal Leonardo Sandri, poddekan kardinalskega zbora, imenovani kardinal latinske cerkve,
3. kardinal Francis Arinze, kardinal škof škofije Velletri–Segni,
4. kardinal Tarcisio Bertone SDB, kardinal škof škofije Frascati,
5. kardinal José Saraiva Martins CMF, kardinal škof škofije Palestrina,
6. kardinal Pietro Parolin, imenovani kardinal latinske cerkve,
7. kardinal Marc Ouellet PSS, imenovani kardinal latinske cerkve,
8. kardinal Fernando Filoni,  imenovani kardinal latinske cerkve,
9. kardinal Beniamino Stella, kardinal škof škofije Porto–Santa Rufina,
10. kardinal Luis Antonio Tagle, kardinal škof škofije Albano,
11. kardinal Bechara Boutros al-Rahi, vzhodni patriarh,
12. kardinal Louis Raphaël I Sako, vzhodni patriarh.

Papež Pavel VI. je leta 1965 z motu proprio Ad purpuratorum Patrum Collegium določil, da se patriarhi vhodnih katoliških cerkva lahko imenujejo za kardinale (kardinali patriarhi) in se po rangu uvrstijo za kardinale škofe suburbikarnih škofij. Patriarhi latinske cerkve, ki so imenovani za kardinale, niso člani škofovskega, ampak duhovniškega reda. Kardinalom patriarhom se ne dodeli v naslov rimska škofija, ampak obdržijo patriarhalni sedež. 
Papež Frančišek je leta 2018 in 2020 zaradi povečanja duhovniškega in diakonskega reda povečal število kardinalov škofovskega reda tako, da je vanj imenoval še 5 kardinalov latinske cerkve. Njim v naslov ni bila podeljena suburbikarna škofija, ampak je bila njihova obstoječa naslovna škofija povišana pro hac vice in izenačena s suburbikarnimi škofijami.

#### Dekan kardinalskega zbora
Dekan kardinalskega zbora je najvišje rangiran kardinal in je navadno škof kardinal z najdaljšim mandatom. Od leta 1965 ga izmed sebe volijo kardinali škofi (samo škofi suburbikarnih škofij - ZCP, kanon 252§1), izvolitev pa potrdi papež. Na podoben način je izvoljen poddekan. Senioriteta ostalih kardinalov škofov je določena glede na čas imenovanja v škofovski red. Dekan ni vodja Kardinalskega zbora, ampak je zgolj prvi med enakimi. Ima pa nalogo sklicati konklave in jih tudi voditi. Je tisti, ki novoizvoljenega papeža vpraša, ali sprejme rezultat volitev in službo papeža. V primeru dekanove odsotnosti ali nezmožnosti njegovo službo izvršuje kardinal poddekan. Če je na konklavu dekan izvoljen za papeža, kakor se je zgodilo na konklavu 2005, potem vprašanje o sprejetju službe zastavi poddekan. Naloga dekana bi bila tudi posvetitev novoizvoljenega papeža za škofa, če ta še ni bi bil posvečen. Dekan in poddekan morata obvezno prebivati v Rimu (ZCP, kanon 252§4).

### Kardinal duhovnik
Duhovniški red je najštevilčnejši izmed treh kardinalskih redov in rangira pod redom škofov in nad redom diakonov. Za kardinale duhovnike so navadno imenovani škofi pomembnejših škofij, pa tudi nekateri uslužbenci Rimske kurije. 
Vsakemu kardinalu duhovniku je podeljena v naslov cerkev v Rimu, vendar kljub temu ostanejo nadškofje ali škofje svoje škofije. Papež Pavel VI. je ukinil vse administrativne pravice, ki so jih dotlej imeli v svojih rimskih naslovnih cerkvah, ohranili pa so svoj škofovski grb, z dodanim ustreznim kardinalskim grbovnim okrasjem. 
Kardinal duhovnik, ki je najstarejši po času imenovanja v kardinalski zbor, nosi naziv kardinal protoduhovnik. Trenutno je to kardinal Michael Michai Kitbunchu. Kardinal protoduhovnik ima nekatere funkcije v konklavu, ki pa jih navadno ne izvaja, ker preseže starost 80 let in ne sodeluje v konklavu. 
Član duhovniškeha reda je tudi edini slovenski kardinal Franc Rode, ki je bil v red povzdignjen po 10 letih članstva v diakonskem redu. Član duhovniškega reda je tudi argentinski kardinal slovenskega rodu kardinal Vinko Bokalič Iglič.  

### Kardinal diakon
Diakonski red je hierarhično najnižji med kardinalskimi redovi. Papež po navadi podeli naslov tega reda glavnim uslužbencem Rimske kurije, pa tudi duhovnikom, ki so ob imenovanju že presegli starost 80 let. Kardinali diakoni navadno niso škofje - ti so navadno imenovani za kardinale duhovnike. 
Po 10 letih v diakonskem redu imajo možnost prestopiti v duhovniški red. V duhovniškem redu imajo rang glede na imenovanje v naziv kardinala diakona in so lahko pred kardinali, ki so bili imenovani neposredno v naziv kardinala duhovnika. 
Zgodovinsko je bil red bolj ali manj vpliven zaradi vpletenosti v Rimsko kurijo. Red so v preteklosti sestavljali večinoma Italijani, kar pa se je v zadnjih letih spremenilo z imenovanjem kardinalov iz drugih delov Sveta. 

#### Kardinal protodiakon
Izmed kardinalov diakonov se določi tudi kardinal protodiakon, ki je najstarejši izmed kardinalov svojega reda po imenovanju v kardinalski zbor. Ima privilegij, da oznani rezultat volitev na konklavu in ime novega papeža iz glavnega balkona bazilike svetega Petra. V preteklosti je imel tudi privilegij papeškega kronanja s tiaro, kar pa je z letom 1978, ko se je papež Janez Pavel I. odpovedal tem običaju, zamrlo. Še vedno pa ima privilegij, da poda papežu med obredom umestitve (inavguracijo) palij. Trenutni protodiakon je kardinal Dominique Mamberti.

##### Kardinali protodiakoni, ki so razglasili imena novih papežev
Seznam kardinalov protodiakonov, ki so po letu 1800 razglasili ime novoizvoljenega papeža:
- 1800: Antonio Doria Pamphilj je razglasil izvolitev Pija VII.
- 1823: Fabrizio Ruffo je razglasil izvolitev Leona XII.
- 1829: Giuseppe Albani je razglasil izvolitev Pija VIII.
- 1831: Giuseppe Albani (drugič) je razglasil izvolitev Gregorja XVI.
- 1846: Tommaso Riario Sforza je razglasil izvolitev Pija IX.
- 1878: Prospero Caterini je razglasil izvolitev Leona XIII.
- 1903: Luigi Macchi je razglasil izvolitev Pija X.
- 1914: Francesco Salesio Della Volpe je razglasil izvolitev Benedikta XV.
- 1922: Gaetano Bisleti je razglasil izvolitev Pija XI.
- 1939: Camillo Caccia-Dominioni je razglasil izvolitev Pija XII.
- 1958: Nicola Canali je razglasil izvolitev Janeza XXIII.
- 1963: Alfredo Ottaviani je razglasil izvolitev Pavla VI.
- 1978: Pericle Felici je razglasil izvolitev Janeza Pavla I.
- 1978: Pericle Felici (drugič) je razglasil izvolitev Janeza Pavla II.
- 2005: Jorge Medina Estévez je razglasil izvolitev Benedikta XVI.
- 2013: Jean-Louis Pierre Tauran je razglasil izvolitev Frančiška
- 2025 Dominique Mamberti je razglasil izvolitev Leona XIV.

### Posebne vrste kardinalov

#### Kardinal kamerleng
Kardinal kamerleng Svete rimske cerkve ima pomembno vlogo v obdobju sede vacante oz. izpraznjenega apostolskega sedeža. Od apostolske konstiitucije Pastor bonus Janeza Pavla II. je za kamerlenga vedno imenovan kardinal. V grbu ima dva ključa in rumeno-rdeč dežnik. V preteklosti (od leta 1916 do 2013) je funkcija istočasno pripadala državnemu tajniku (zadnji je bil kardinal Tarcisio Bertone). To prakso je prekinil papež Frančišek. 
Trenutni kardinal kamerleng je od leta 2019 kardinal Kevin Joseph Farrell.

#### Kardinali, ki niso škofi
Zakonik cerkvenega prava iz leta 1917 v kanonu 232 določil, da morajo biti vsi kardinali posvečeni za duhovnike, papež Janez XIII. pa je leta 1962 odločil, da morajo biti vsi kardinali posvečeni za škofa. Do takrat je bil lahko za kardinala imenovan katerikoli klerik, vendar je lahko postal samo kardinal diakon. Zakonik cerkvenega prava iz leta 1983 je v kanonu 351 določil, da mora biti kardinal ob imenovanju vsaj duhovnik, po imenovanju pa morajo tisti, ki še niso škofi, dobiti škofovsko posvečenje. Z dovoljenjem papeža se lahko odstopi od zahteve po škofovskem posvečenju. 

#### Kardinalin pectore
Poleg imenovanih kardinalov lahko papež imenuje tudi tajne kardinale oziroma kardinale in pectore (latinsko »v prsih«). Med zahodnim razkolom so številne kardinale imenovali sprti papeži. Za časa pontifikata papeža Martina V. so začeli imenovati kardinale, ne da bi takoj objavili njihova imena – ta praksa se imenuje creati et reservati in pectore. Kardinal, imenovan in pectore, je znan samo papežu. V sodobnem času papeži imenujejo kardinale in pectore zato, da bi jih ali njihove skupnosti zaščitili pred političnim preganjanjem ali drugo nevarnostjo.
Če se razmere glede tega preganjanja spremenijo, lahko papež imenovanje javno razglasi. Zadevni kardinal nato po prednosti rangira skupaj s tistimi, ki so bili imenovani kardinali ob času in pectore imenovanja. Če papež umre, preden razkrije identiteto in pectore kardinala, ta oseba izgubi status kardinala. Zadnji papež, za katerega je znano, da je imenoval in pectore kardinala, je bil papež Janez Pavel II., ki je imenoval štiri, med katerimi enega nikoli ni razkril.

## Naziv in način naslavljanja
Leta 1630 je papež Urban VIII. določil, da bo naziv kardinalov eminenca (prej sta bila uporabljena izraza illustrissimus in reverendissimus), ter odločil, da bo njihov posvetni rang enakovreden knezom (princem), s čimer so rangirani takoj za papežem in kronanimi monarhi.
V skladu s tradicijo se kardinali podpisujejo tako, da dodajo naziv "kardinal" (okrajšano Card.) za svoje osebno ime in pred priimek, na primer "Janez kard. Novak" oziroma v latinščini "Ioannes Card. Novak". Nekateri avtorji, kot je James-Charles Noonan, menijo, da bi morali ta način zapisovanja uporabljati tudi pri navajanju kardinalov v angleškem jeziku.
Vzhodni patriarhi, ki so imenovani za kardinale, običajno uporabljajo polni naziv Sanctae Ecclesiae Cardinalis (kardinal svete Cerkve).
Oblika "[ime] kardinal [priimek]" se uporablja tudi v latinski razglasitvi izvolitve novega papeža s strani kardinala protodiakona, če je novi papež kardinal, kar je običaj od leta 1389.
Naziv princ Cerkve je bil zgodovinsko uporabljen za kardinale Katoliške cerkve in včasih širše za višje člane cerkvene hierarhije. Papež Frančišek je ta naziv zavrnil in skupini na novo imenovanih kardinalov dejal: "On (Jezus) vas ni poklical, da postanete 'princi' Cerkve, da bi 'sedeli na njegovi desni ali levi.' Poklical vas je, da služite kot On in z Njim." Kljub temu se ta naziv še vedno uporablja, bodisi uradno bodisi kot kritika domnevno vzvišenega odnosa nekaterih kardinalov.

## Kardinalska oblačila
Kardinali latinske cerkve nosijo slovesna oblačila škrlatno rdeče barve.
Slovesna kardinalska oblačila so:
- talar v škrlatno rdeči barvi,
- moceta (pregrinjalo čez rame, ki je spredaj zaprto z gumbi) v škrlatno rdeči barvi, ki se nosi nad rošetom,
- rošeto bele barve s čipko, ki se nosi nad talarjem in pod moceto,
- pas (cingulum) v škrlatno rdeči barvi, ki se nosi nad talarjem in pod rošetom,
- biret v škrlatno rdeči barvi, ki se nosi nad škofovsko čepico (brez cofa, ki ga na biretu nosijo samo škofi in duhovniki, ki niso kardinali),
- škofovska čepica v škrlatno rdeči barvi,
- prsni križ (pektoral) na rdečo-zlati vrvici (ne na verižici).

Običajno oblačilo kardinala obsega:
- talar v črni barvi s škrlatno obrobo in gumbi (v tropskih krajih je lahko talar izjemoma bele barve),
- pelegrina (pregrinjalo čez rame, ki je spredaj odprto) v črni barvi s škrlatno obrobo,
- pas (cingulum) v škrlatno rdeči barvi, ki se nosi nad talarjem,
- škrlatno škofovsko čepico,
- prsni križ (pektoral) na verižici.

### Privilegij nošenja kardinalskih oblačil
Beneški patriarh in nadškof Salzburga imata v primeru, da nista imenovana za kardinala, privilegij nošenja škrlatnih kardinalskih oblačil, ki izhaja iz zgodovinskega statusa njunih škofij. Za razliko od kardinalov, ima njun biret cof, ki nakazuje, da nista kardinala. 
Patriarha Benetk in Lizbone sta sicer po tradiciji v prvem konzistoriju po imenovanju na škofovsko mesto imenovana tudi za kardinala, vendar papež k temu ni zavezan. Oba patriarha trenutno nista imenovana za kardinala. 